# Aeropuerto Internacional de la Región de Waterloo
El Aeropuerto Internacional de la Región de Waterloo (del inglés: Region of Waterloo International Airport) (IATA: YKF, OACI: CYKF) es un aeropuerto internacional que sirve al municipio regional de Waterloo en Woolwich, Ontario, Canadá, al oeste de Toronto. Tiene vuelos diarios durante todo el año a Edmonton, Vancouver, Winnipeg, Calgary, Orlando, Halifax y Fort Lauderdale a través de Flair Airlines y WestJet. También tiene vuelos estacionales a Cancún a través de Sunwing Airlines y Flair Airlines. En 2022, el aeropuerto ocupó el séptimo lugar en Canadá por movimientos totales de aviones y el vigésimo más ocupado por el tráfico de pasajeros.
El aeropuerto está clasificado como un aeropuerto de entrada por Nav Canada y cuenta con personal de la Agencia de Servicios Fronterizos de Canadá (CBSA). Los oficiales de CBSA en este aeropuerto pueden manejar cualquier avión de aviación general hasta 180 personas con dos horas antes de aviso.
El edificio terminal tiene una sala internacional/nacional. Hay dos carruseles de equipaje separado, uno para el nacional y el otro internacional. Hay cuatro puertas (una internacional, una llegada nacional, dos salidas nacionales) en esta terminal para manejar vuelos programados. Hay un área de restaurantes y un área de venta para personas que viajan por el aeropuerto.

## Aerolíneas y destinos

### Pasajeros
| Aerolíneas     | Destinos                                                     |
| -------------- | ------------------------------------------------------------ |
| Flair Airlines | Abbotsford, Calgary, Halifax, Vancouver Estacional: Edmonton |
| WestJet        | Calgary                                                      |

### Destinos nacionales

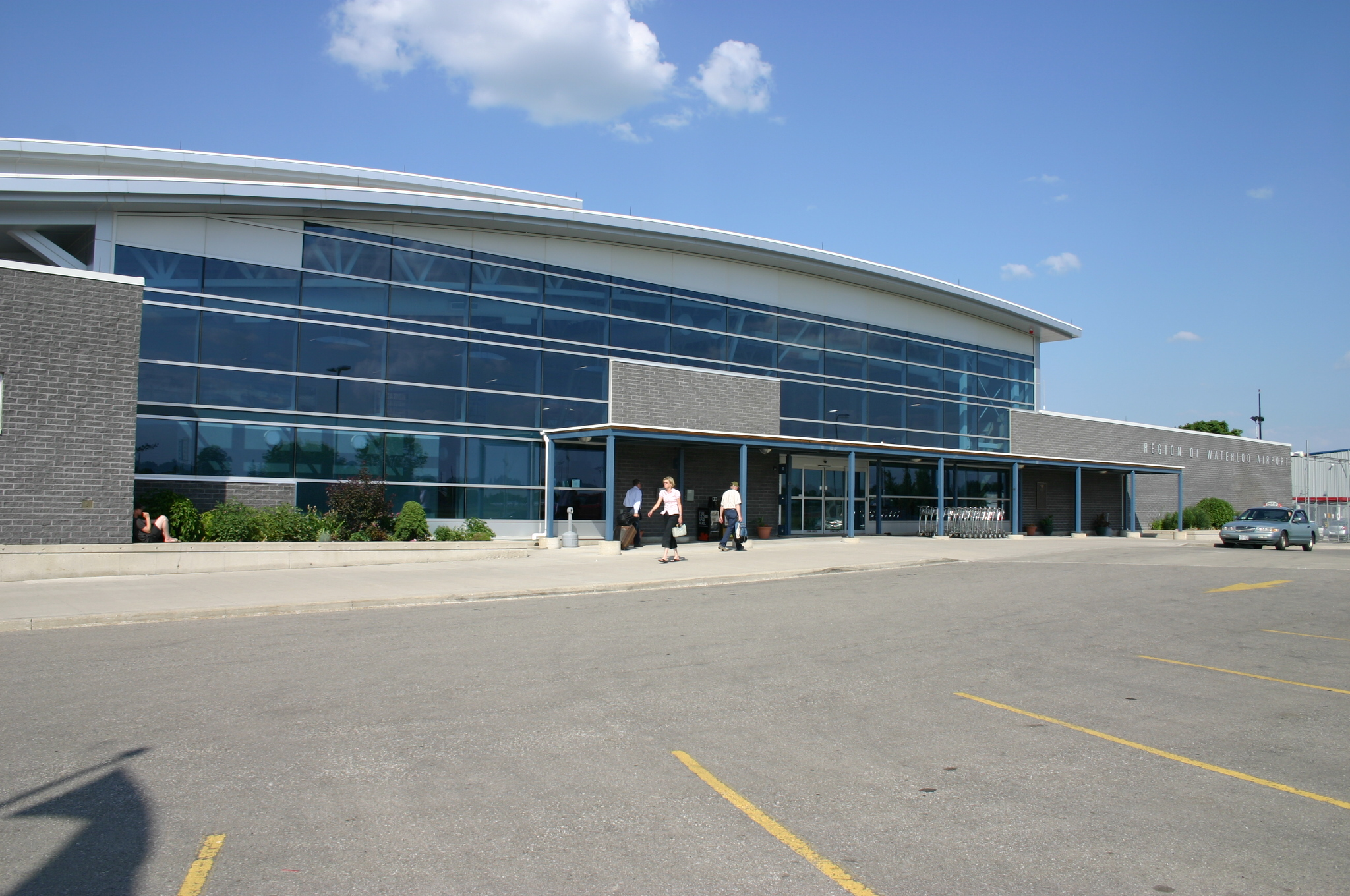
Fachada del aeropuerto.

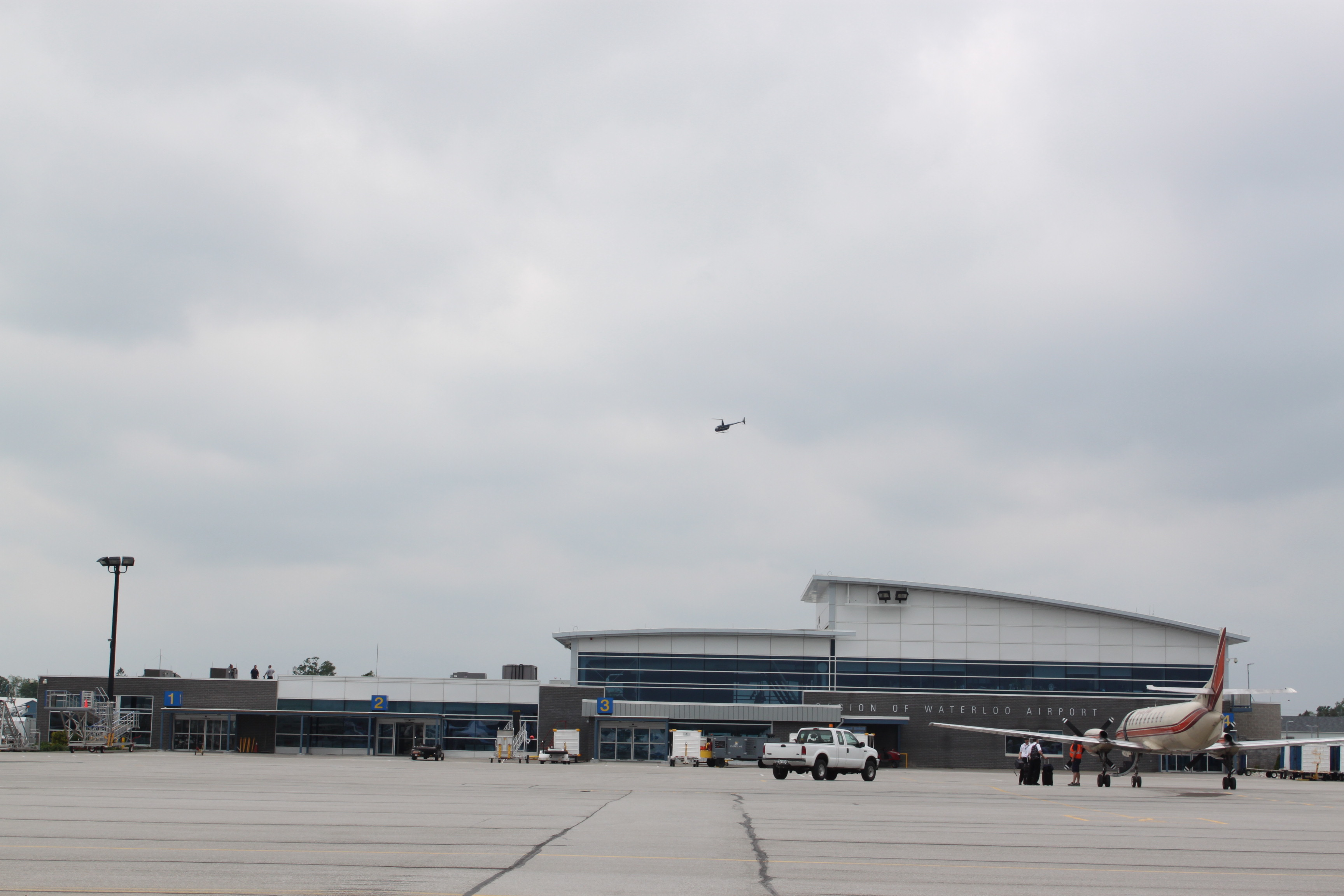
Lado aire del aeropuerto.

Se brinda servicio a 5 ciudades dentro del país a cargo de 2 aerolíneas.
| Abbotsford (YXX) | • |   |   | 1 |
| Calgary (YYC)    | • | • |   | 2 |
| Edmonton (YEG)   | • |   |   | 1 |
| Halifax (YHZ)    | • |   |   | 1 |
| Vancouver (YVR)  | • |   |   | 1 |
| Total            | 5 | 1 | 0 | 5 |